# Dentimargo vitoria
Dentimargo vitoria is een slakkensoort uit de familie van de Marginellidae. De wetenschappelijke naam van de soort is voor het eerst geldig gepubliceerd in 2005 door Espinosa & Ortea.